# Mauritshuis

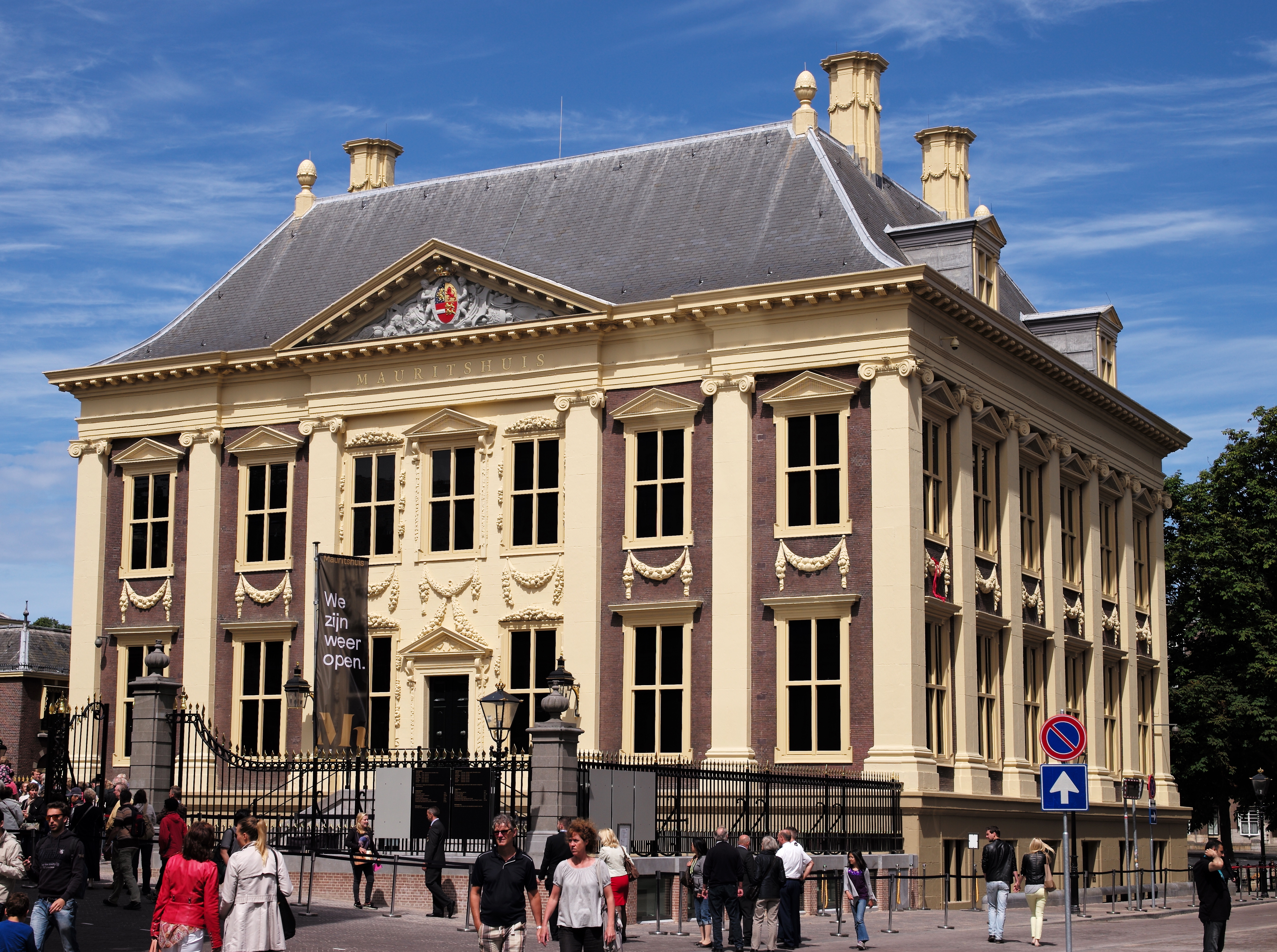
Mauritshuis Vorderfront

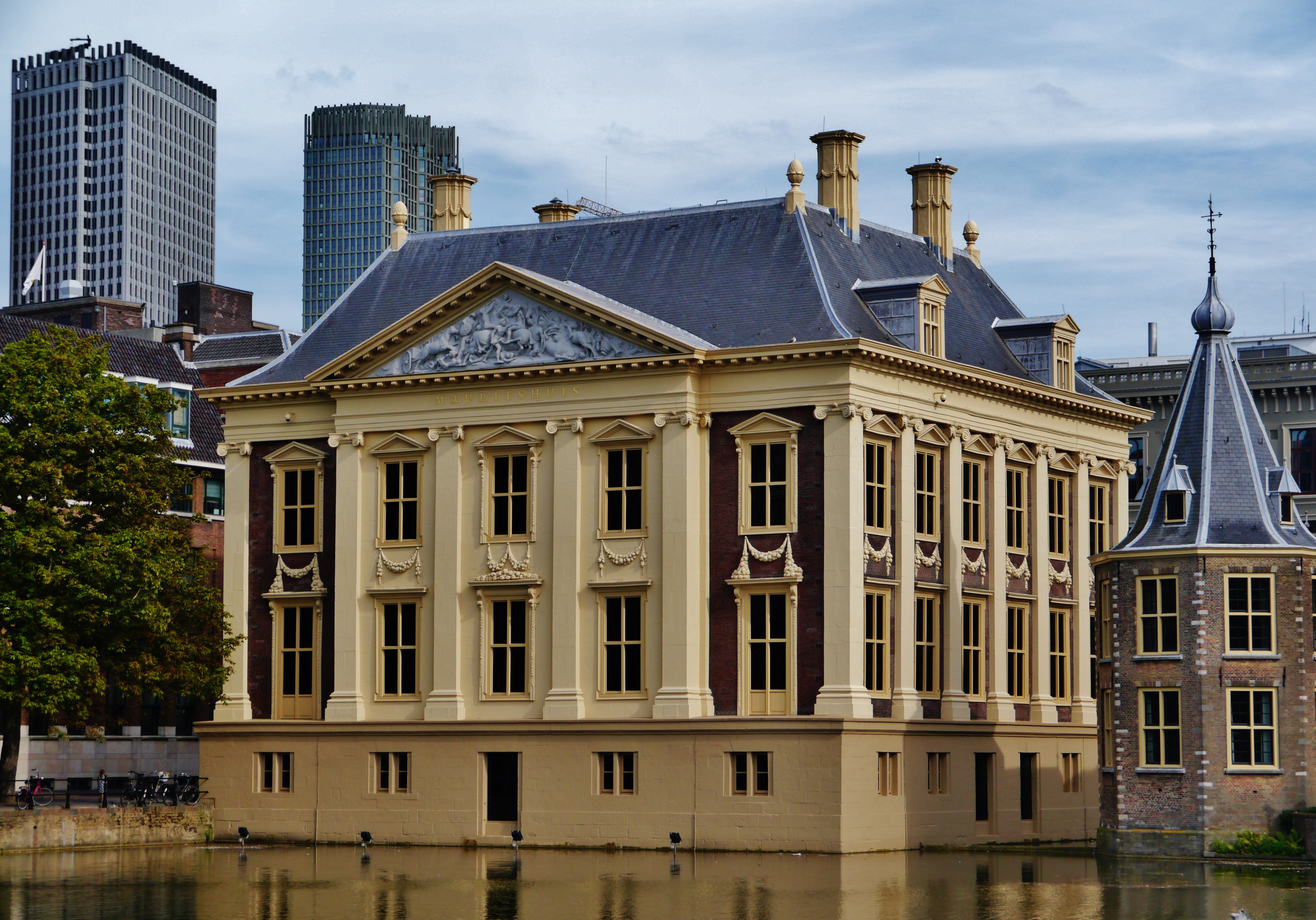
Das Mauritshuis vom Hofvijvers aus gesehen

Das Mauritshuis ist ein von 1633 bis 1644 in Den Haag, Niederlande, errichtetes Adelspalais und seit 1822 ein Museum, das die Königliche Gemäldegalerie beherbergt. Die Sammlung nord- und südniederländischer Meisterwerke aus dem 17. Jahrhundert ist weltweit einzigartig. Eines der berühmtesten dort ausgestellten Gemälde ist Das Mädchen mit dem Perlenohrring von Jan Vermeer.

## Gebäude

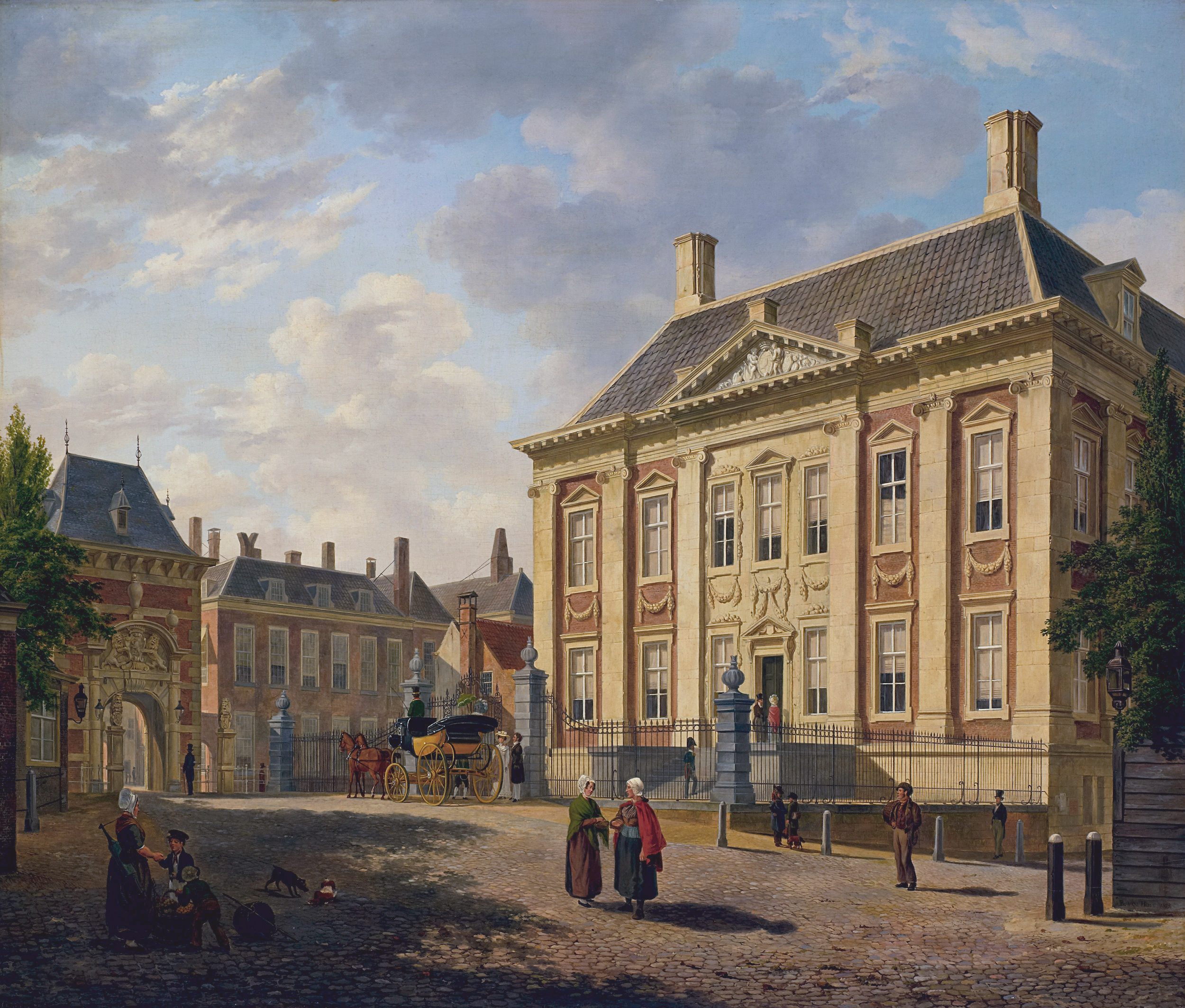
Das Mauritshuis (Gemälde von Bartholomeus van Hove, 1825)

Sein Namensgeber Johann Moritz von Nassau-Siegen (niederländisch Maurits) ließ das Gebäude ab 1633 unmittelbar neben dem Binnenhof als Wohnsitz erbauen. Es war bei seiner Rückkehr als Gouverneur der niederländischen Kolonie in Brasilien (1636–1644) vollendet. Der Palast wurde von den renommiertesten niederländischen Architekten ihrer Zeit entworfen, von Jacob van Campen und seinem Assistenten Pieter Post. Es ist eines der bedeutendsten Beispiele für den niederländisch-klassizistischen Stil mit Einflüssen der italienischen Renaissance und wurde zum Rijksmonument erklärt.
Die ursprünglichen Innenräume Johann Moritz’ wurden 1704 bei einem Brand vernichtet.
Im Jahr 1820 kaufte der niederländische Staat das Mauritshuis als Sitz für die Königliche Gemäldegalerie. 1822 wurde das Museum eröffnet.

## Geschichte der Sammlung
Der älteste Teil der Sammlung geht zurück auf die Sammlung des Statthalters Prinz Wilhelm V. (1748–1806). Im Jahr 1816 schenkte sein Sohn, König Wilhelm I. (1772–1843), die Sammlung dem niederländischen Staat. Die Sammlung ist in den letzten 200 Jahren beträchtlich gewachsen. 1822 bestand sie noch aus 200 Gemälden, mittlerweile umfasst sie 800 Gemälde. Zielstrebig wurden erstklassige Werke der niederländischen und flämischen Malerei erworben. Von unschätzbarem Wert waren außerdem Schenkungen von Privatleuten. Zu den wichtigsten Mäzenen gehörten:
- Arnoldus Andries des Tombe (1818–1902)
- Abraham Bredius (1855–1946)
- Sir Henri Deterding (1866–1939)
- Louise Thurkow-van Huffel (1900–1987)
- Baron Willem van Dedem (1929–2015)[3]

### Umbaumaßnahmen 2012–2014
Das Mauritshuis wurde von April 2012 bis Mitte 2014 umgebaut. Eine Auswahl von etwa 50 Bildern (darunter das Mädchen mit dem Perlenohrring) war in dieser Zeit auf Weltreise in Japan und den Vereinigten Staaten. Etwa 100 Meisterwerke wurden im Gemeentemuseum Den Haag in der Ausstellung „Meesters uit het Mauritshuis“ gezeigt. Seit dem 27. Juni 2014 ist das Mauritshuis wieder geöffnet.

## Sammlung
Die Sammlung besteht aus circa 800 Gemälden, 50 Miniaturen, 20 Skulpturen sowie Zeichnungen und Druckgraphiken. Die ausgestellten Werke bieten einen hervorragenden Überblick über die nord- und südniederländische Malerei des 15. bis 18. Jahrhunderts. Darunter befinden sich Meisterwerke des Goldenen Zeitalters. So besitzt das Mauritshuis zum Beispiel mit zehn Bildern von Rembrandt eine der größten und bedeutsamsten Sammlungen der Welt.
- Ambrosius Bosschaert der Ältere: Blumenvase in einer Fensternische (1618)
- Jan Brueghel der Ältere und Peter Paul Rubens: Paradiesdarstellung mit Sündenfall (1615)
- Adriaen Coorte: Stillleben mit Walderdbeeren (1705)
- Frans Hals: Lachender Junge (1627)
- Hans Holbein der Jüngere: Porträt von Robert Cheseman (1533)
- Paulus Potter: Der Stier (1647)
- Carel Fabritius: Der Distelfink (1654)
- Frans van Mieris der Ältere: Bordellszene (1658)
- Rembrandt van Rijn: Susanna (1636)
- Rembrandt van Rijn: Die Anatomie des Dr. Tulp (1632)
- Rembrandt Werkstatt: Kopie des Selbstbildnisses mit Halsberge (ca. 1629)
- Jacob van Ruisdael: Ansicht Harlems mit Bleichfeldern (1670–1675)
- Jan Steen: „Wie die Alten sungen, so zwitschern die Jungen“ (1665)
- Jan Vermeer: Das Mädchen mit dem Perlenohrring (1665)
- Jan Vermeer: Ansicht von Delft (1660/61)
- Jan Vermeer: Diana mit ihren Gefährtinnen (1655/56)
- Rogier van der Weyden: Die Beweinung Christi (1438)

Jan Vermeer: Das Mädchen mit dem Perlenohrring (1665)
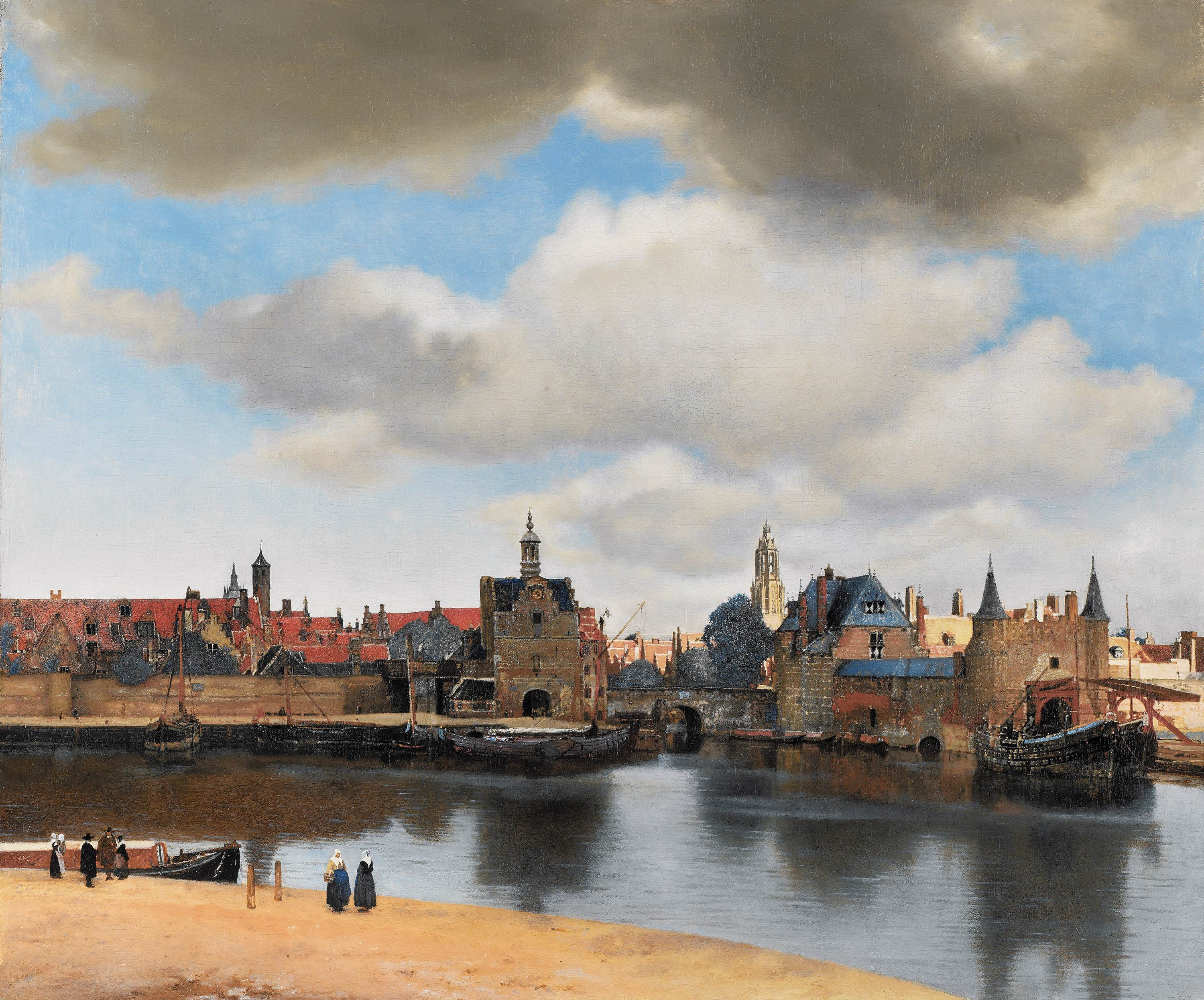
Jan Vermeer: Ansicht von Delft (1660/61)
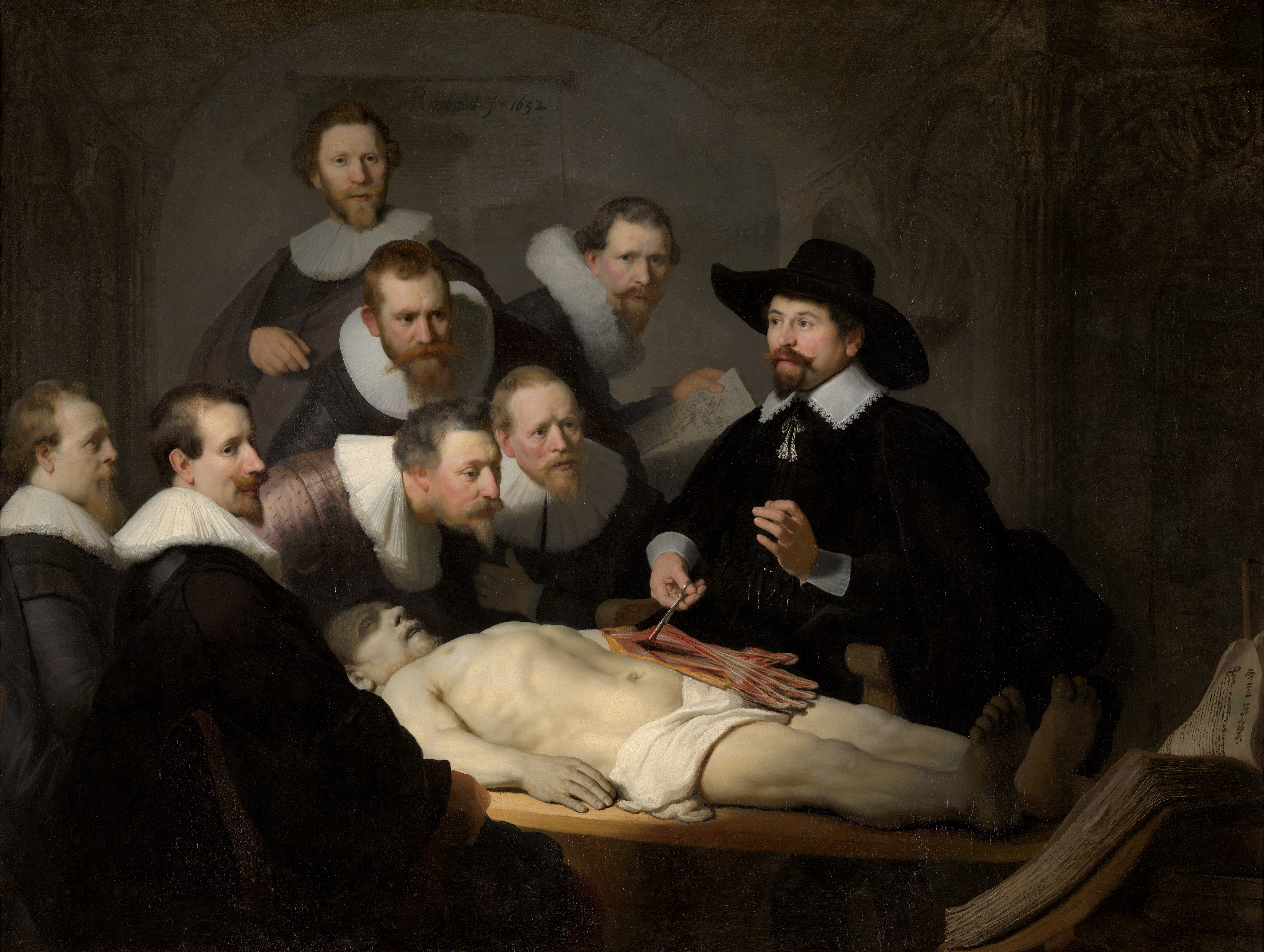
Rembrandt van Rijn: Die Anatomie des Dr. Tulp (1632)
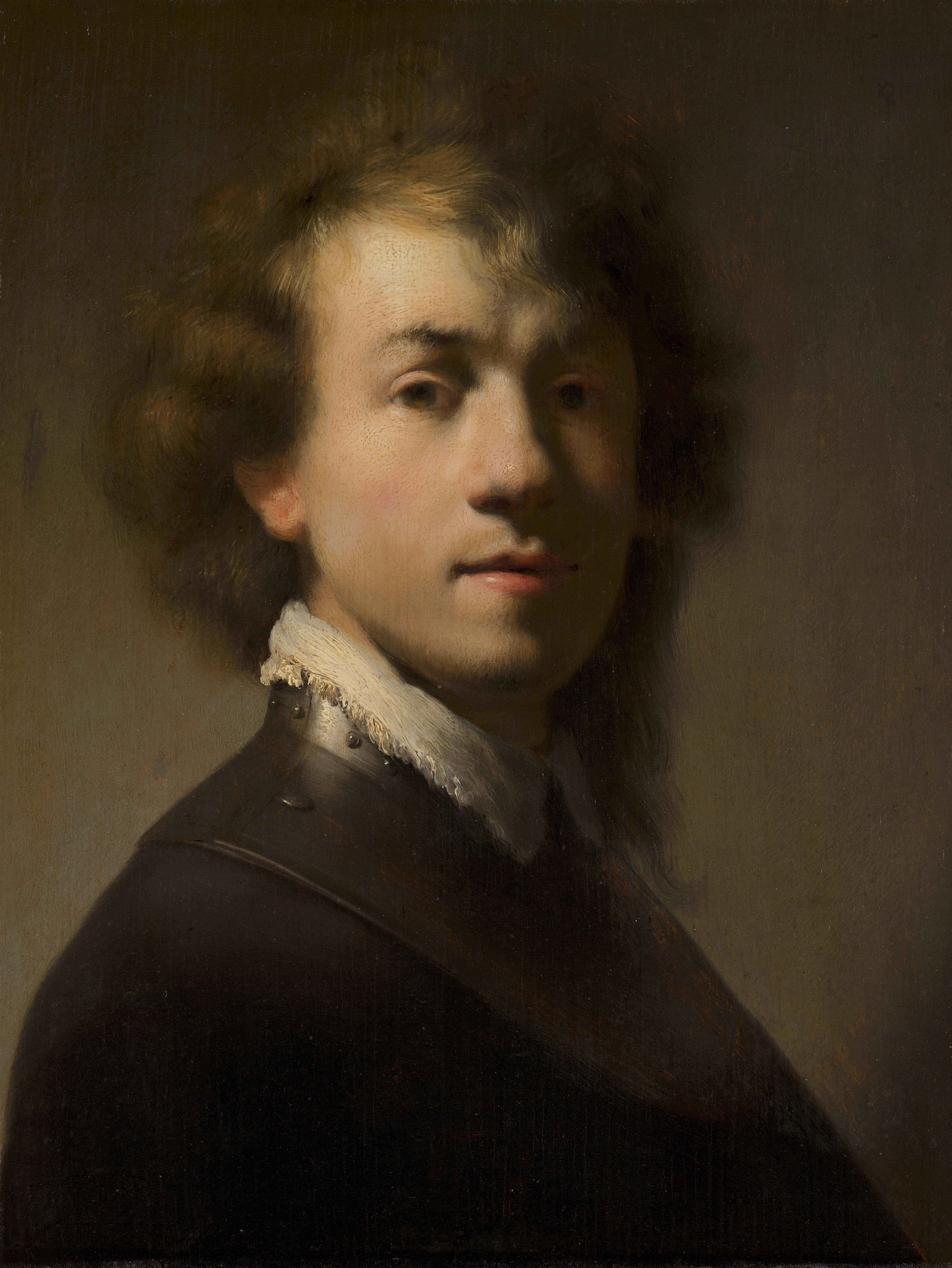
Kopie des Selbstbildnisses mit Halsberge (ca. 1629)
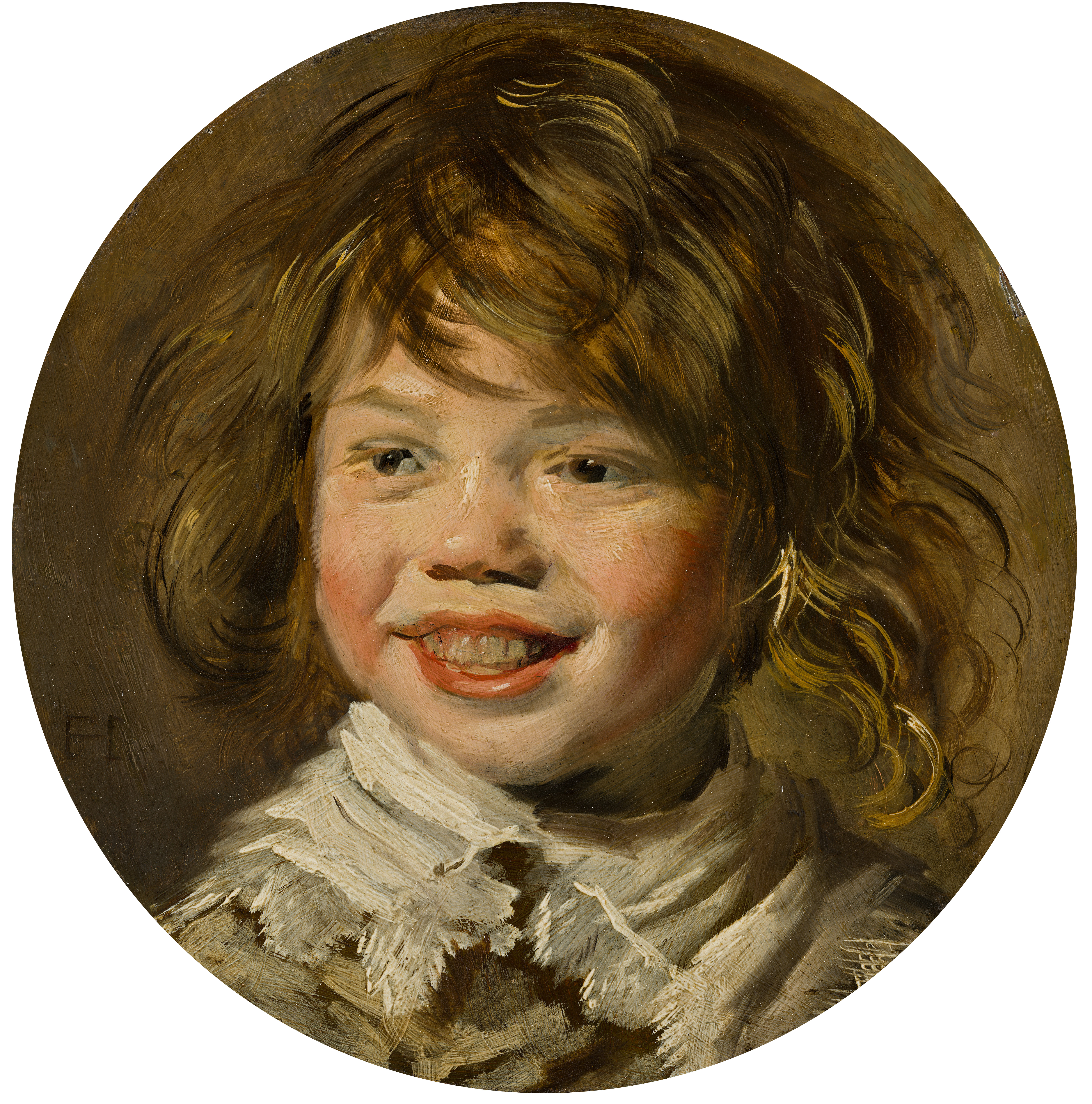
Frans Hals: Lachender Junge (1627)
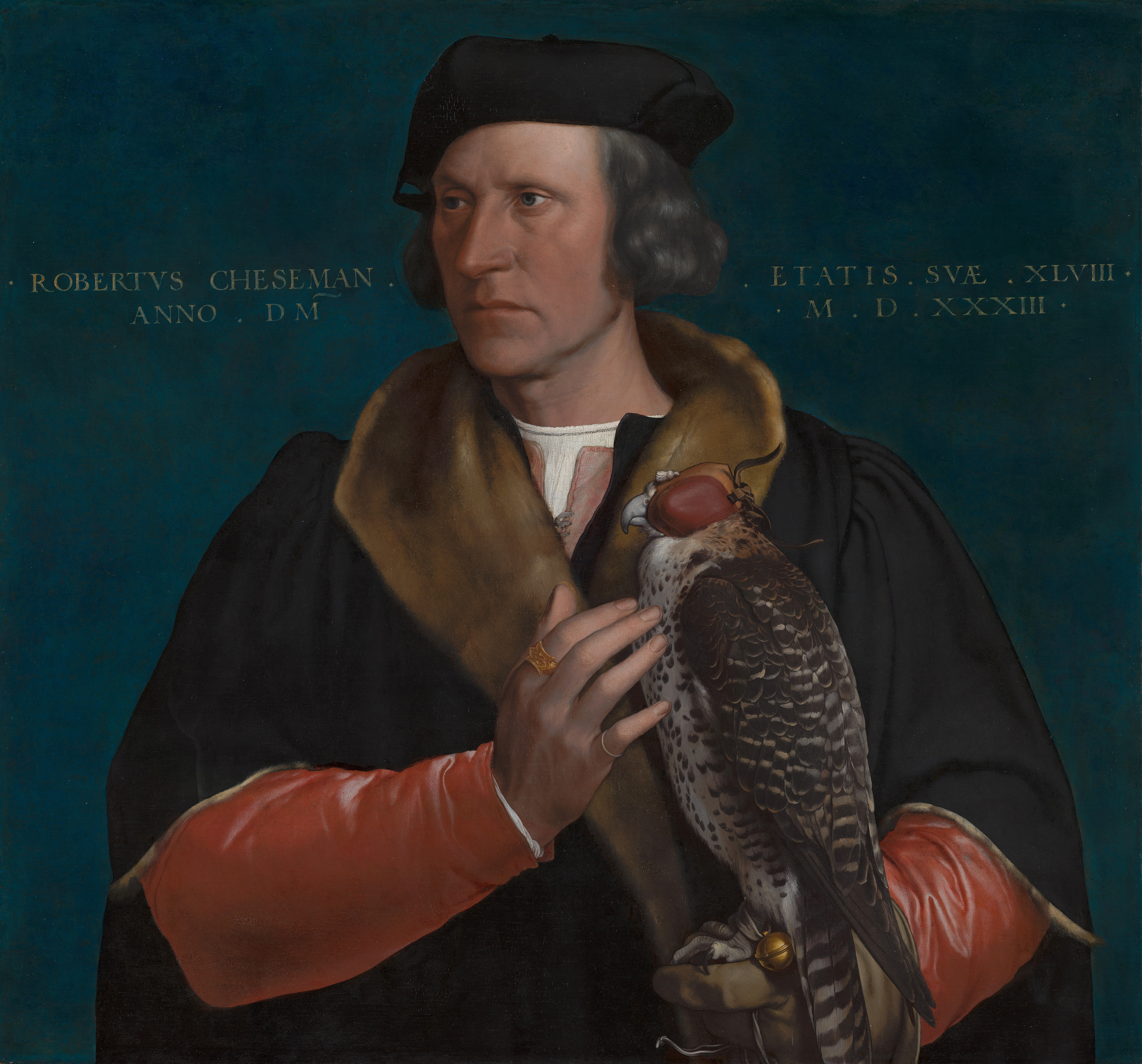
Hans Holbein der Jüngere: Porträt von Robert Cheseman (1533)
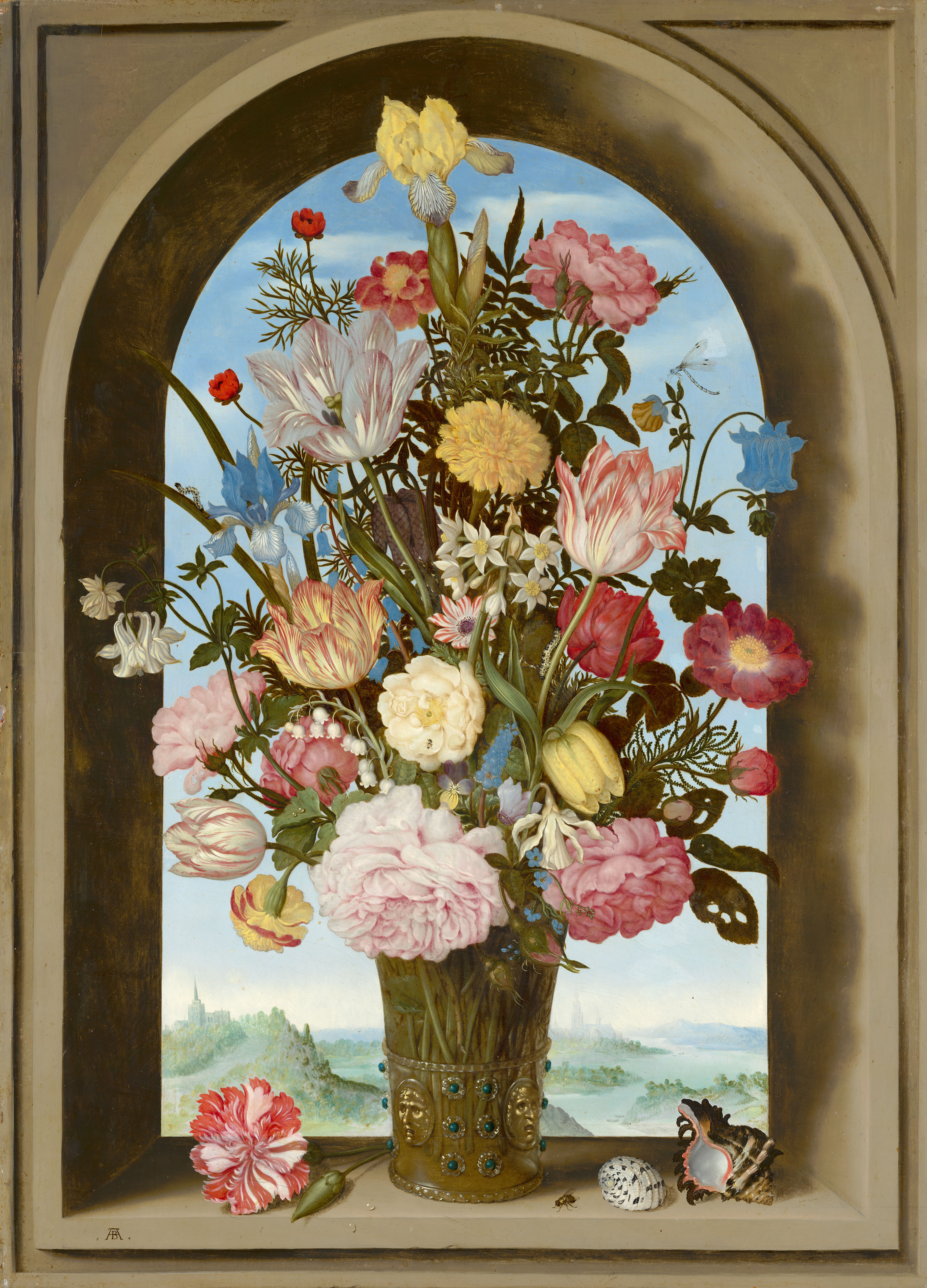
Ambrosius Bosschaert: Blumenvase in einer Fensternische (1618)
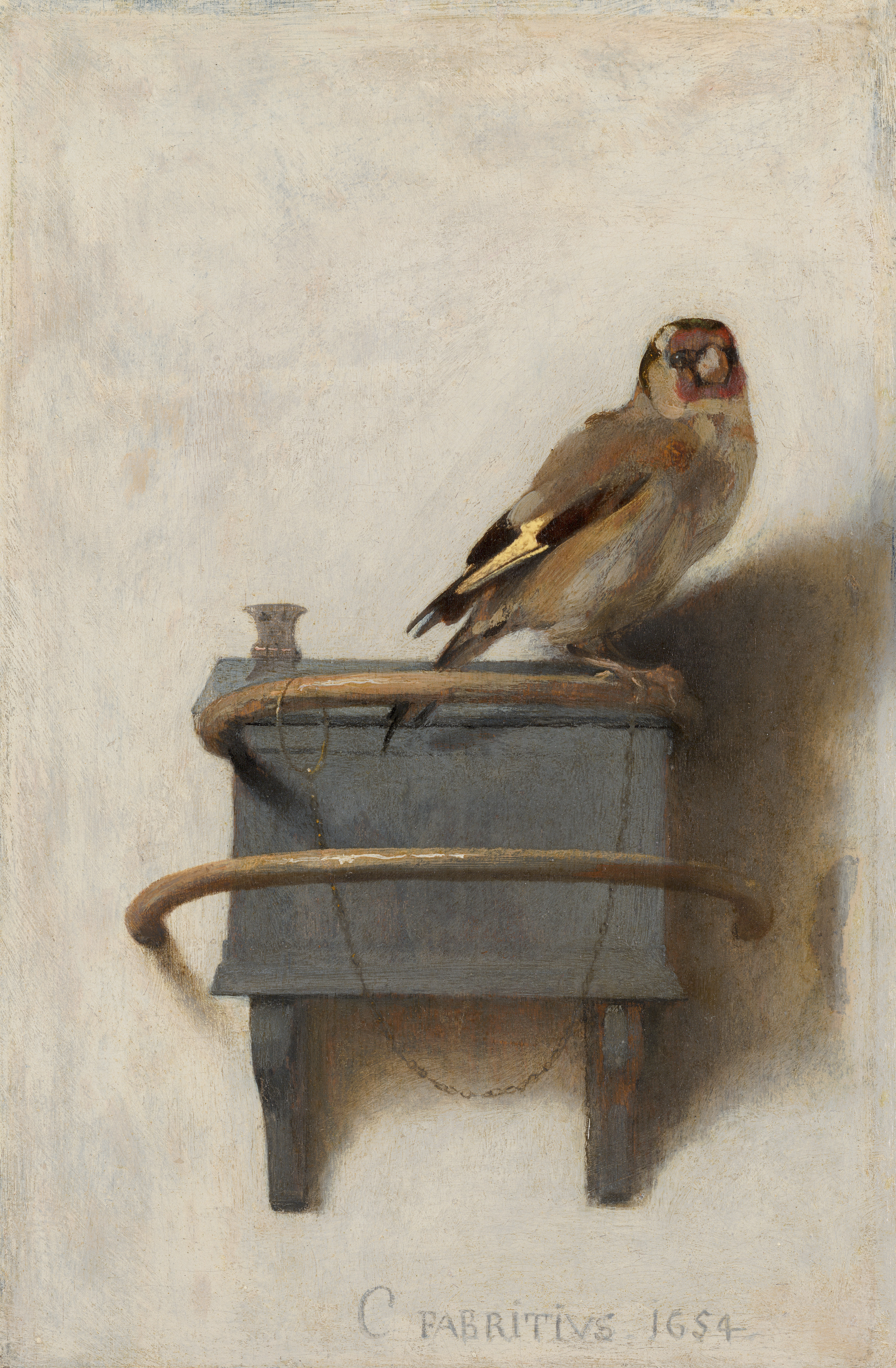
Carel Fabritius: Der Distelfink (1654)
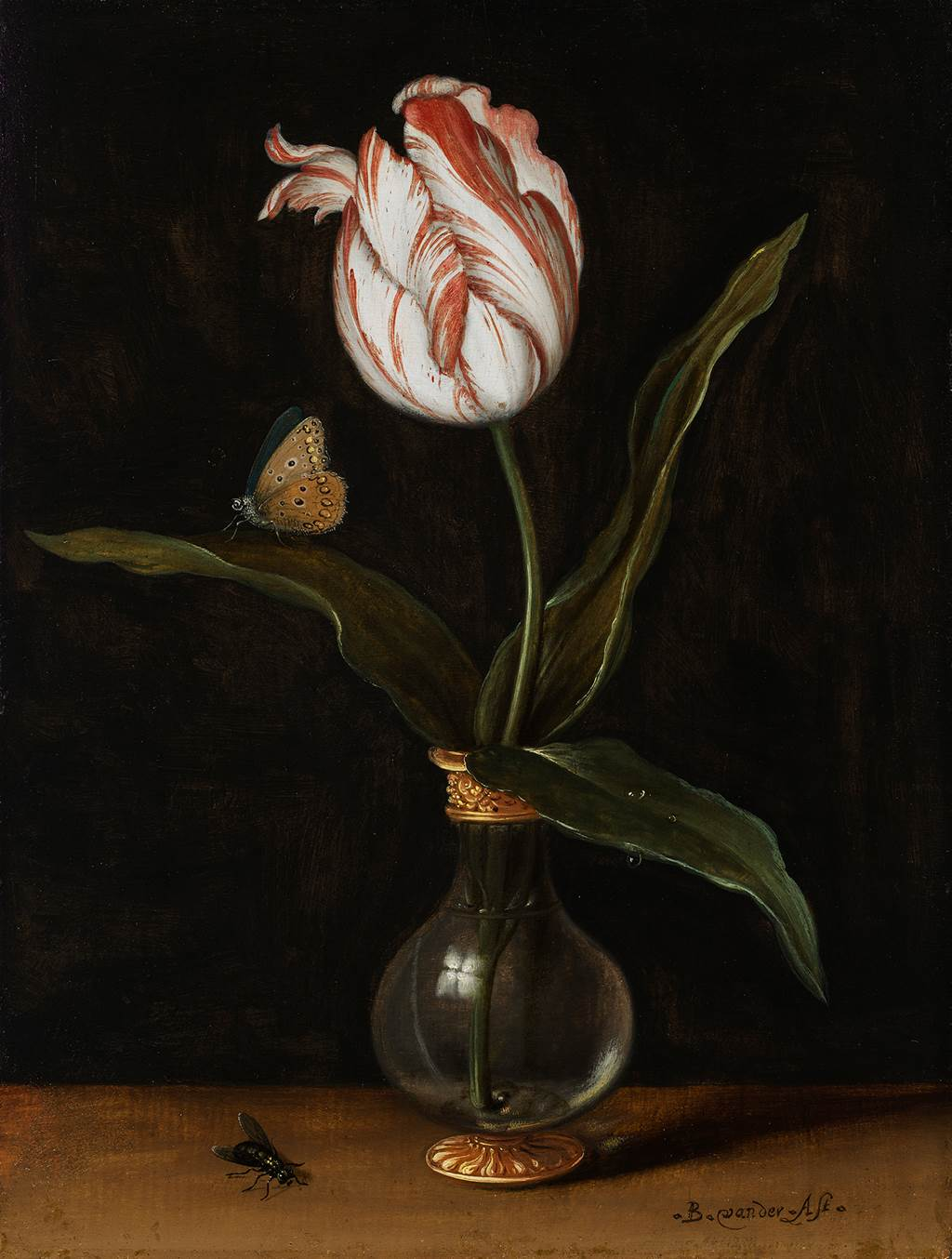
Balthasar van Ast: Vase mit einer Tulpe (ca. 1625) (Neuerwerbung 2022)

### Neuerwerbungen
In jüngster Vergangenheit wurden unter anderem folgende Werke erworben:
1999:
- Rembrandt van Rijn: Bildnis eines älteren Mannes (1667) – Kaufpreis 15 Millionen Euro[7]

2005:
- Peter Paul Rubens: Alte Frau und Junge mit Kerze (1616/1617)
- Jacob von Ruisdael: Blick auf Schloss Bentheim (1652–1654)

2008:
- Jan van de Cappelle: Seelandschaft mit Schiffen (1660)

### Besonderheiten
Alle Gemälde im Mauritshuis sind gut restauriert und konserviert. Die alten Schichten des Firnis auf den Gemälden, die nach 400 Jahren in der Regel stark vergilbt und dunkel sind, wurden von den Restauratoren des Mauritshuis entfernt und durch einen neuen, transparenten Firnis ersetzt. Deshalb sind die Farben der Bilder besonders strahlend.

## Direktoren
- Johan Steengracht van Oostcapelle (1822–1841)
- Jean Zacharie Mazel (1841–1874)[9]
- Johan Karel Jakob de Jonge (1875–1880)
- Simon van den Berg (1880–1889)
- Abraham Bredius (1889–1909)
- Wilhelm Martin (1909–1945)
- Jan Gerrit van Gelder (1945–1946)
- Ary Bob de Vries (1946–1970)
- Sturla Gudlaugsson (1970–1971)
- Hans Hoetink (1972–1991)
- Frits Duparc (1991–2007)
- Emilie Gordenker (seit 2008)